# Bactrocera phaea
Bactrocera phaea är en tvåvingeart som först beskrevs av Drew 1971.  Bactrocera phaea ingår i släktet Bactrocera och familjen borrflugor. Inga underarter finns listade.